# Проксени
Проксени (лат. proxen, proxeni, грч. προξενία) или Прокеноси лат. proxeinos, грч. πρόξεινος су у античкој Грчкој биле прве дипломате или конзуларни агенти, који се данас сматрају неком врстом претече инстутиције почасни конзул.

## Историја
Античка Грчка је, због своје подељености на бројне градове — државе, била погодна за развој дипломатских односа. У том смислу грчки градови — државе су за разлику од дипломатских односа, развијале паралелно и континуирано и комерцијалне и друге аполитичне односе међу градовима — државама. Тако су настали Грчки конзуларни агенти, или проксени  (грч: προξενία), нека врста претече почасних конзула. Били су то грађани града у коме живе, а не града — државе која их је ангажовала.  У Грчкој протестати и проксени, су такође били посредници у правним и политичким односима између странаца који су живели у Грчкој и локалних државних органа.
Као и изасланици, и проксени су имали секундарни задатак прикупљања информација, мада је њихова примарна одговорност била трговина. У том смислу они би користили било какав утицај који су имали у свом граду како би промовисали политику пријатељства или савеза са градом који је су добровољно заступали. Најбољи пример за то био је Кимон, који је ушао у политику кад су се Атињани заситили Темистокла, и брзо је промовисан до високих дужности. Када се персијска војска под Ксерксом приближила Атини 480. п. н. е. Темистокле је наредио евакуацију Атине и одлучио да се ослања на морнарицу. Како би помогао реализацију евакуације Кимон је тада предводи процесију младих до храма, после чега су се омладинци масовно пријавили да буду морнари. Кимон је срца Атињана освоји је 475. п. н. е. када је нашао наводни гроб и кости Тезеја. Као Спартин проксен у Атини Кимон се за живота истакао у атинској политици, пре избијања Првог Пелопонезског рата, снажно се залажући за политику сарадње између две државе. Кимон је био познат и по томе што је толико волео Спарту да је једног од својих синова назвао Lacedaemonius. За Кимона се каже да је као проксен био кључан за раст моћи Атине. Основа његове политике је била трансформација Делског савеза у Атинско царство, односно претварање савезника у обичне вазале, који плаћају данак.
Бити проксен у другом граду, није ограничавало функцију ове институције, да учествује у рату против тог града, ако он избије - будући да је крајња лојалност проксеноса била према његовом граду, без обзира на његово порекло. Међутим, проксен би се, увек трудио да спречи избијање таквог рата и да исправи било какве разлике у интересима између сукобљених страна које би могле изазвати рат. И када су мировни преговори били у току, његови контакти и добра воља у непријатељском граду омогућавали су му и да профитабилно користити његов град.
Положај проксена, у одређеном граду, често се преносио са колена на колено, што значи да је ова установа била наследна у изабраним породицама.
Иако су проксени у почетку представљали једну грчку државу у другој грчкој држави, на крају су постали и нека врста зачетника савремених конзула у другим државама, о чему у свом чувеном делу Историја, Херодот указује на то да је било грчких конзула у Египту око 550. године п.н.е.
На основу бројних сазнања неки истраживачи сматрају да је нпр. установа конзул пореклом из античког периода, и да води порекло од магистрата које су их именовали стари Грци, који су живели у Египту, а који су судили међусобне спорове на основу сопствених закона.